# セルヴェル・ド・カニュ

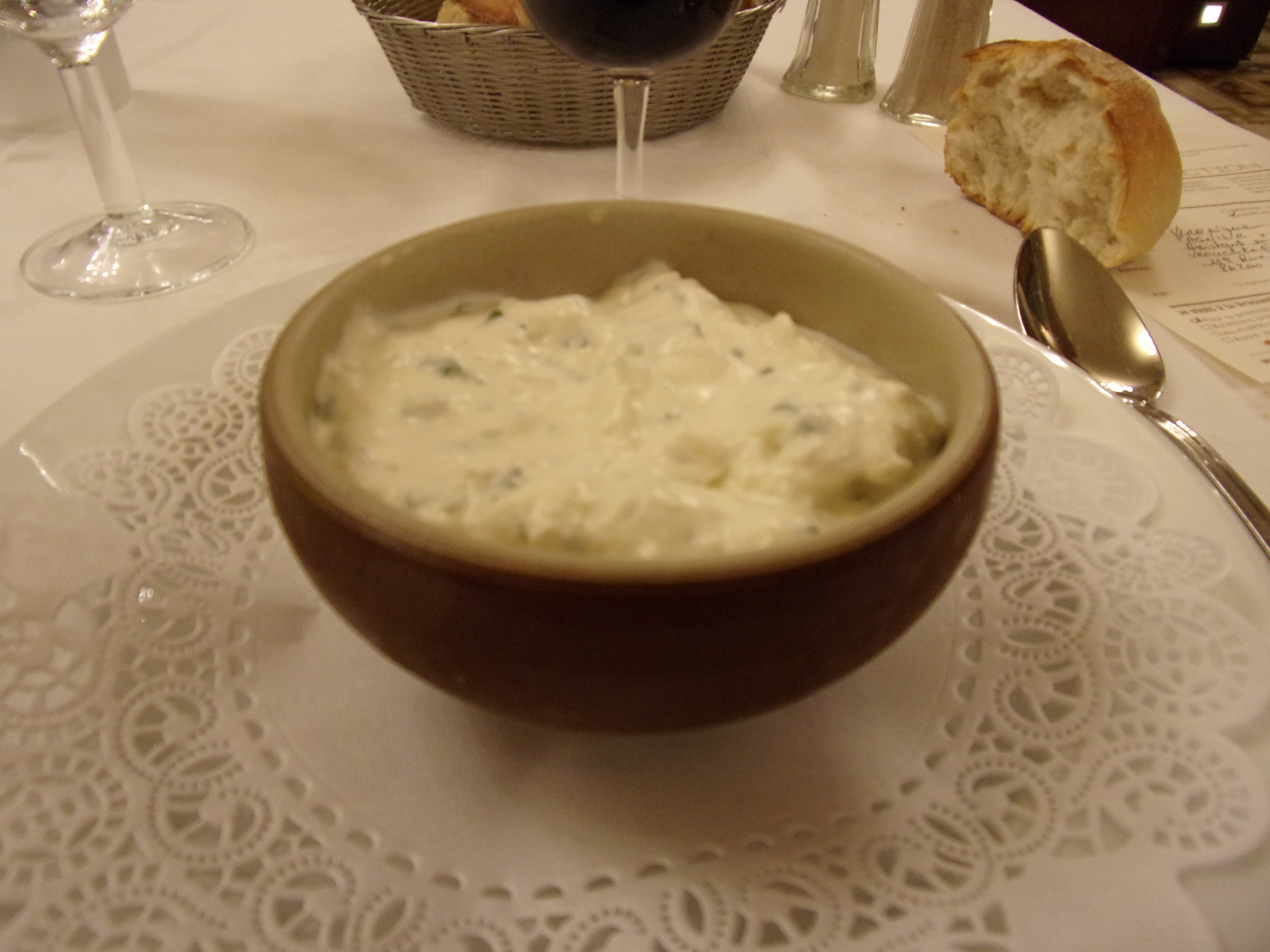
セルヴェル・ド・カニュの例

セルヴェル・ド・カニュ（フランス語: Cervelles de canut）はフランス・リヨンの伝統料理。
日本語に直訳すると「絹織物職人の脳」となるが、食材に脳は使用されていない。チーズ（フロマージュ・ブラン）を主体としたソース（スプレッド、ディップ）で、パンにつけて食べるのがポピュラーな食べ方である。
水切りしたフロマージュ・ブランにエシャロットやシブレットなどのハーブ、ニンニクなどを混ぜ、塩、コショウ、ワインビネガー、オリーブオイルで調味した料理である。
リヨンはルイ11世によって絹織物の交易として発展したのであるが、絹織物職人は上流階級からは軽んじられており、「簡素な料理」の代名詞として19世紀に名付けられたものと考えられている。名称の由来にも諸説あり、「高級食材であった子羊の脳みその代替品としてフロマージュ・ブランを使い、絹織物職人たちがパンやじゃがいもにつけて朝食に好んで食べていた」という説や、レシピでカッテージチーズを良く叩くことが指示されていることと、長時間労働に喘いでいた職人たちが蜂起した、1831年から数度にわたる「カニュの反乱」で軍隊から打擲される市民のイメージが重なったとも伝えられる。一方、文献上では1841年にフランスの劇作家・ジャン＝バティスト・オージェがカニュの主食としてレシピを紹介し、1894年にはリヨン史家のクレール・ティスールが自著『グランコートの辞書』に記載している。
日本では日本テレビ系列のバラエティ番組『沸騰ワード10』2022年8月19日放送回においてタサン志麻が「焼きとうもろこしセルベルドカニュ添え」のレシピを発表したことで話題となった。